# Drehnow
Drehnow là một đô thị thuộc huyện Spree-Neiße, bang Brandenburg, Đức. Đô thị Drehnow có diện tích km², dân số thời điểm 31 tháng 12 năm 2006 là người. Đô thị Drehnow có diện tích 10,95 km², dân số thời điểm 31 tháng 12 năm 2006 là 616 người.